# Opipramol
El opipramol, comercializado bajo la marca Insidon entre otras, es un antidepresivo ansiolítico y tricíclico que se utiliza en toda Europa. A pesar de ser un derivado tricíclico de la dibenzazepina (iminoestilbeno) similar a la imipramina, el opipramol no es un inhibidor de la recaptación de monoaminas como la mayoría de los otros antidepresivos tricíclicos. En cambio, actúa principalmente como un agonista del receptor sigma. Fue desarrollado por Schindler y Blattner en 1961.

## Indicaciones
El opipramol se usa típicamente en el tratamiento del trastorno de ansiedad generalizada (TAG) y los trastornos somatomorfos. Los estudios preliminares sugieren que el opipramol muestra un significado clínico potencial en el tratamiento del bruxismo del sueño severo.

## Contraindicaciones
- En pacientes con hipersensibilidad al opipramol u otro componente de la formulación
- Intoxicaciones agudas por alcohol, sedantes, analgésicos y antidepresivos
- Retención urinaria aguda
- Delirio agudo
- Glaucoma de ángulo estrecho no tratado
- Hiperplasia prostática benigna con retención urinaria residual
- Íleo paralítico
- Bloqueos auriculoventriculares preexistentes de mayor grado o trastornos supraventriculares o ventriculares difusos de la conducción del estímulo
- Combinación con inhibidor de la monoaminooxidasa (IMAO)

### Embarazo y lactancia
Los estudios experimentales en animales no indicaron efectos nocivos del opipramol sobre el desarrollo embrionario o la fertilidad. El opipramol solo debe prescribirse durante el embarazo, particularmente en el primer trimestre, por indicación convincente. No debe utilizarse durante la lactancia y el amamantamiento, ya que pasa a la leche materna en pequeñas cantidades.

## Efectos adversos
Las reacciones adversas notificadas más frecuentes (≥1% a <10%) con el uso del opipramol, especialmente al comienzo del tratamiento, incluyen fatiga, sequedad de boca, congestión nasal, hipotensión y desregulación ortostática.
Las reacciones adversas notificadas en menores casos (≥0,1% a <1%) incluyen mareos, estupor, trastornos de la micción, vigilancia, trastornos de la acomodación, temblor, aumento de peso, sed, reacciones alérgicas en la piel (erupción cutánea, urticaria), eyaculación anormal, impotencia eréctil, estreñimiento, aumentos transitorios de las enzimas hepáticas, taquicardia y palpitaciones.
En raras ocasiones (≥0,01% a <0,1%) las reacciones adversas notificadas incluyen excitación, dolor de cabeza, parestesia, especialmente en pacientes de edad avanzada, inquietud, sudoración, trastornos del sueño, edema, galactorrea, obstrucción de la orina, náuseas y vómitos, fiebre, estados de colapso, alteraciones en la conducción de la estimulación, intensificación de la insuficiencia cardíaca ya diagnosticada, cambios en el perfil sanguíneo, particularmente leucopenia, confusión, delirio, molestias estomacales, alteración del gusto e íleo paralítico, especialmente con la interrupción repentina de una terapia a dosis altas a largo plazo.
Muy raramente (<0,01%) las reacciones adversas notificadas incluyen convulsiones, trastornos motores (acatisia, discinesia, ataxia), polineuropatía, glaucoma, ansiedad, pérdida de cabello, agranulocitosis, disfunción hepática grave después del tratamiento a largo plazo, ictericia y daño hepático crónico.

## Sobredosis
Los síntomas de intoxicación por sobredosis incluyen somnolencia, insomnio, estupor, agitación, coma, confusión transitoria, aumento de la ansiedad, ataxia, convulsiones, oliguria o anuria, taquicardia, bradicardia u otras arritmias, bloqueo AV, hipotensión, shock, depresión respiratoria y, en raras ocasiones, paro cardiaco.
Dado que no se conoce ningún antídoto para la sobredosis de antidepresivos tricíclicos, su tratamiento sigue siendo en gran medida de apoyo para el sujeto. La eliminación del fármaco debe facilitarse mediante vómitos o lavado gástrico. La función cardiovascular debe controlarse continuamente durante al menos 48 horas. La aparición de arritmias deben tratarse caso por caso con un marcapasos adecuado y la corrección de las irregularidades metabólicas, en particular los desequilibrios electrolíticos. La insuficiencia respiratoria debe tratarse mediante intubación y respiración artificial. Las convulsiones deben controlarse con anticonvulsivos (típicamente diazepam), mientras se vigila cualquier empeoramiento de la depresión del SNC. La hipotensión puede tratarse asumiendo la correspondiente posición de recuperación, aumentando el volumen plasmático con infusiones de solución salina, o mediante presores, como la adrenalina o la dobutamina.

## Interacciones
El opipramol puede indicarse junto con otros fármacos psiquiátricos, como los antidepresivos, ansiolíticos y antipsicóticos, en cuyo caso puede presentar interaccions farmacológicas. La mayoría de las interacciones problemáticas son generalmente aditivas o sinérgicas, de modo que, cuando se combinan medicamentos, los efectos del opipramol se intensifican, lo que generalmente se manifiesta como un aumento de los efectos secundarios, pero también puede ser peligroso, dependiendo de los medicamentos involucrados.
Si bien el opipramol no es un inhibidor de la recaptación de monoaminas, cualquier IMAO irreversible debe suspenderse al menos 14 días antes del inicio del tratamiento. El opipramol puede competir con otros antidepresivos tricíclicos, bloqueadores beta, antiarrítmicos (de clase 1c ) y otros fármacos por la unión a enzimas microsomales, lo que puede provocar un metabolismo más lento y concentraciones plasmáticas más elevadas de cualquiera de estos fármacos. La administración conjunta de antipsicóticos (p. ej., haloperidol, risperidona) puede aumentar la concentración plasmática de opipramol. Los barbitúricos y los anticonvulsivos, por otro lado, pueden reducir la concentración plasmática de opipramol y, por lo tanto, debilitar su efecto terapéutico.